# Balbaroo
Genre
Balbaroo est un genre éteint de marsupiaux de la sous-famille des Sthenurinae ayant vécu au Miocène inférieur durant les étages Aquitanien et Burdigalien, il y a de -23,03 à -15,97 millions d'années.
Le genre a été décrit par Tim Flannery en 1983. Son espèce type est Balbaroo fangaroo (en). Ce serait l’ancêtre direct d'Hadronomas  puckridgei.

## Description
C'était un kangourou de petite taille (1,5 mètre de long), qui se nourrissait seulement de végétaux. Avec des fossiles datant de 23 millions d'années, il est l'un des plus vieux Sthenurinae connu.

## Liste d'espèces
- † Balbaroo camifieldensis
- † Balbaroo fangaroo (en)
- † Balbaroo gregoriensis